# Heischberg
Der Heischberg ist ein Berg im Pfälzerwald.

## Geographie

### Lage
Der Heischerg befindet sich zwei Dritteln auf Gemarkung von Wernersberg, Teile der Süd- und Ostflanke gehören zu Lug. Somit  verläuft die Grenze zwischen den Landkreisen Südliche Weinstraße und Südwestpfalz über den Berg. Benachbarte Berge sind der Höllenberg im Nordwesten, der Rothenberg im Nordosten, der Dimberg im Süden und der Nesselberg im Südwesten.

### Naturräumliche Zuordnung
1. Großregion 1. Ordnung: Schichtstufenland beiderseits des Oberrheingrabens
2. Großregion 2. Ordnung: Pfälzisch-saarländisches Schichtstufenland
3. Großregion 3. Ordnung: Pfälzerwald
4. Region 4. Ordnung (Haupteinheit): Wasgau
5. Region 5. Ordnung: Dahner Felsenland

## Natur
Am Südostfuß befinden sich mit den Geierstein  und dem Runden Hut an der Nordflanke zwei markante Felsformationen.

## Tourismus
Über die Südflanke verläuft der Pfälzer Keschdeweg und über den Südostfuß ein Wanderweg, der mit grün-blauem Balken markiert ist und von Göllheim bis nach Eppenbrunn führt.

## Verkehr
An seinem Südfuß verläuft die Landesstraße 495.